# Pallavolo ai XIII Giochi del Mediterraneo - Torneo femminile
Il torneo femminile di pallavolo ai XIII Giochi del Mediterraneo si è svolto nel 1997 a Bari, in Italia, durante i XIII Giochi del Mediterraneo. Al torneo hanno partecipato 4 squadre nazionali di stati che si affacciano sul Mar Mediterraneo e la vittoria finale è andata per la quarta volta all'Italia.

## Classifica finale
| Classifica | Squadre    |
| ---------- | ---------- |
|            | Italia     |
|            | Turchia    |
|            | Francia    |
| 4          | Jugoslavia |